# Fernando (cântec)
Fernando este un cântec scris de Björn Ulvaeus, Benny Andersson și Stig Anderson în limba suedeză pentru al doilea album de studio al componentei ABBA, Anni-Frid Lyngstad. Cântecul a fost înregistrat după câteva luni în limba engleză de Lyngstad pentru compilația de hituri a formației, Greatest Hits. Lansat ca single în Europa în primăvara anului 1976, avea să devină cel mai mare șlagăr al lor de până atunci, atingând primul loc în peste zece țări, inclusiv Australia, unde avea să petreacă 14 săptămâni, un record egalat doar de formația Beatles; s-a mai clasat pe primul loc în Austria, Belgia, Franța, Irlanda, Noua Zeelandă, Olanda și locul doi în Canada, Norvegia și Suedia. Este cel mai bine vândut disc single al formației, fiind comercializat în peste 10 milioane de exemplare.